# ليتل مرلو (باكينجهامشير)
ليتل مرلو (بالإنجليزية: Little Marlow)‏ هي قرية وأبرشية مدنية تقع في المملكة المتحدة في إنجلترا. يقدر عدد سكانها بـ 1,331 نسمة .